# Bizkaia-Durango
El Bizkaia-Durango (codi UCI: BDP) fou un equip ciclista femení basc amb seu a Durango. Creat al 2003, tenia categoria UCI Women's Team des del 2004. Durant el desembre de 2023 anuncien la seva desaparició degut a la noves exigències pressupostàries per a la categoria Continental UCI.

## Principals resultats
- Emakumeen Bira: Joane Somarriba (2004)

## Classificacions UCI

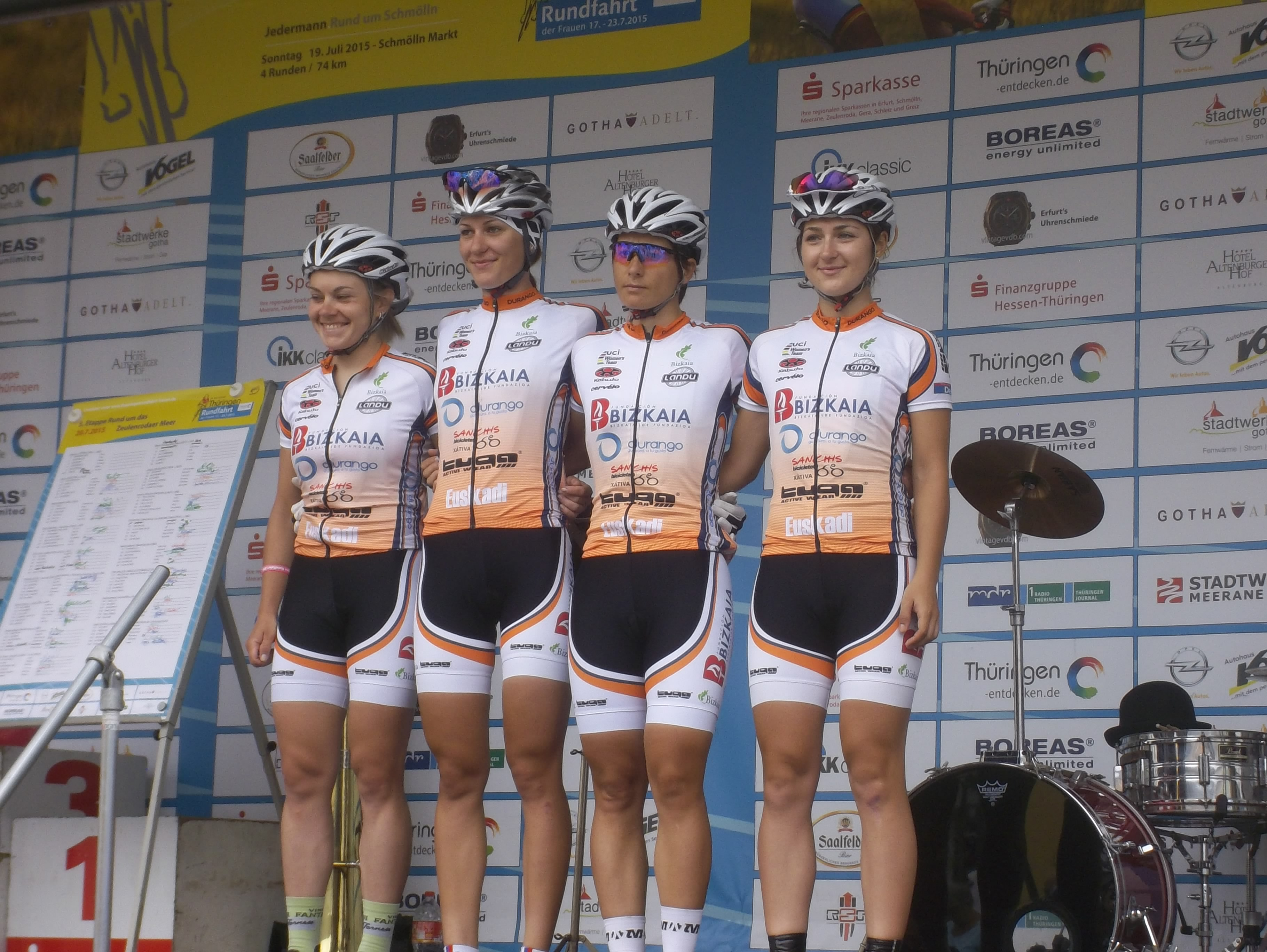
L'equip al 2015

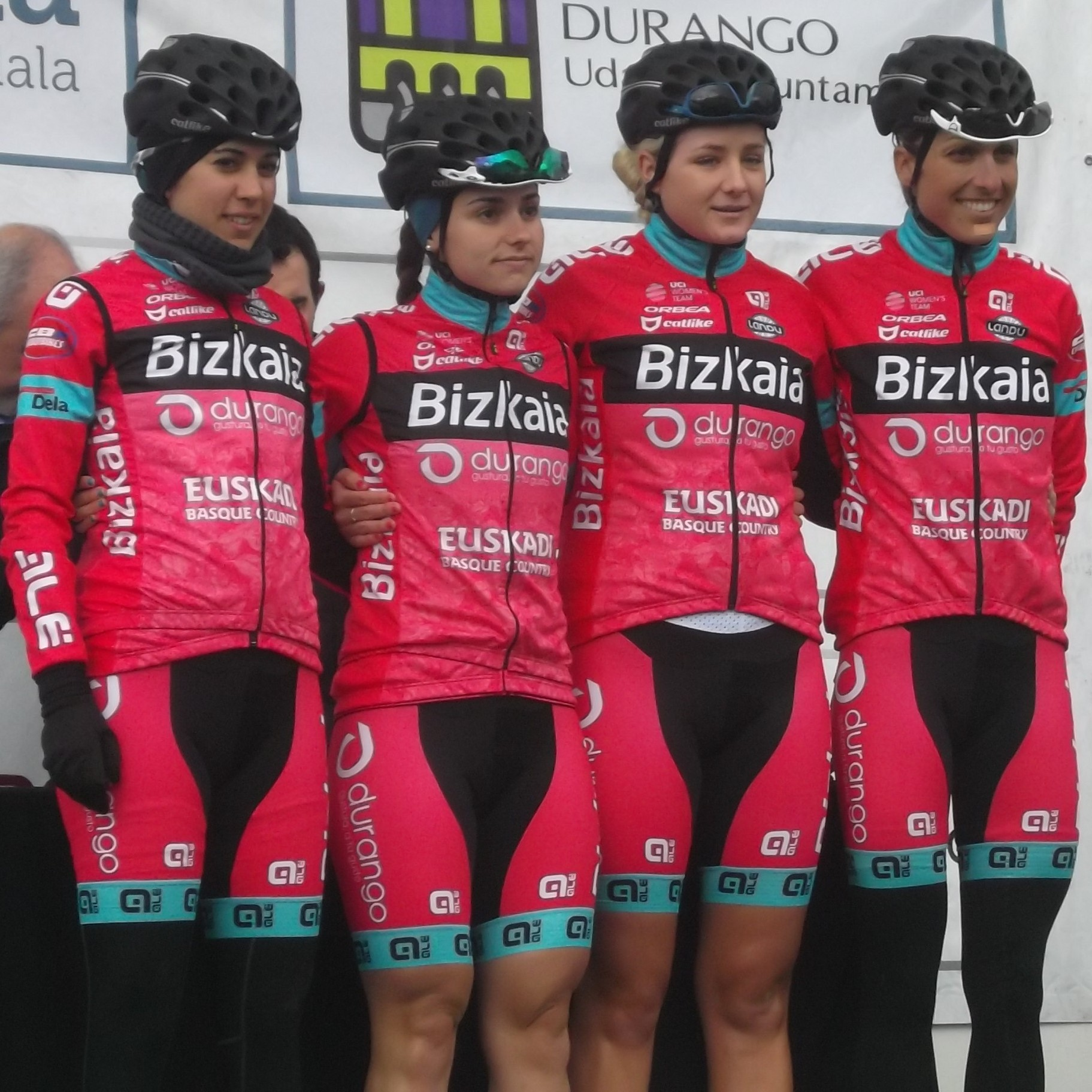
L'equip al 2016

Aquesta taula mostra la plaça de l'equip a la classificació de la Unió Ciclista Internacional a final de temporada i també la millor ciclista en la classificació individual de cada temporada.
| Temporada | Classificació per equips | Millor ciclista en la classificació individual |
| --------- | ------------------------ | ---------------------------------------------- |
| 2004      | 9è                       | Joane Somarriba (10a)                          |
| 2005      | 15è                      | Joane Somarriba (18a)                          |
| 2006      | 27è                      | Emma Johansson (132a)                          |
| 2007      | 32è                      | Arantzazu Azpiroz (137a)                       |
| 2008      | 30è                      | Arantzazu Azpiroz (213a)                       |
| 2009      | 28è                      | Ana Belén García (274a)                        |
| 2010      | 26è                      | Polona Batagelj (181a)                         |
| 2011      | 15è                      | Shara Gillow (23a)                             |
| 2012      | 25è                      | Lilibeth Chacón (94a)                          |
| 2013      | 27è                      | Ruth Corset (143a)                             |
| 2014      | 26è                      | Yulia Ilinykh (129a)                           |
| 2015      | 33è                      | Ielena Utróbina (292a)                         |
| 2016      | 36è                      | Margarita García (172a)                        |
| 2017      | 23è                      | Margarita García (77a)                         |
| 2018      | 39è                      | Alice Maria Arzuffi (149a)                     |
| 2019      | 23è                      | Lauren Dolan (204a)                            |
| 2020      | 35è                      | Carla Oberholzer (141a)                        |
| 2021      | 42è                      | Sandra Alonso (160a)                           |

Del 2004 al 2015 l'equip va participar en algunes temporades a la Copa del món. Abans de la temporada 2006 no hi havia classificació per equips, i es mostra la millor ciclista en la classificació individual.
| Temporada | Classificació per equips | Millor ciclista en la classificació individual |
| --------- | ------------------------ | ---------------------------------------------- |
| 2004      | -                        | -                                              |
| 2005      | -                        | Joane Somarriba (56a)                          |
| 2006      | 26è                      | Emma Johansson (98a)                           |
| 2007      | -                        | -                                              |
| 2008      | -                        | Catrine Josefsson (85a)                        |
| 2009      | -                        | Catrine Josefsson (64a)                        |
| 2010      | -                        | -                                              |
| 2011      | 31è                      | Shara Gillow (44a)                             |
| 2012      | -                        | -                                              |
| 2013      | -                        | -                                              |
| 2014      | -                        | -                                              |
| 2015      | -                        | -                                              |

A partir del 2016, l'UCI Women's WorldTour va substituir la copa del món
| Temporada | Classificació per equips | Millor ciclista en la classificació individual |
| --------- | ------------------------ | ---------------------------------------------- |
| 2016      | 32è                      | Margarita García (128a)                        |
| 2017      | -                        | -                                              |
| 2018      | 29è                      | Alice Maria Arzuffi (114a)                     |
| 2019      | 29è                      | Cristina Martínez (111a)                       |
| 2020      | 31è                      | Nadine Gil (156a)                              |
| 2021      | 28è                      | Sandra Alonso (128a)                           |

## Composició de l'equip
| \| Llista de l'equip 2012 \| Llista de l'equip 2012 \| Llista de l'equip 2012 \| Llista de l'equip 2012 \| \| Ciclista \| Data de naixement \| Equip previ \| \| \| ------------------------------------- \| ---------------------- \| ------------------------------- \| ---------------------- \| \| Cristina Alcalde \| 3 de març de 1980 \| \| \| \| Lilibeth Chacón García \| 1 de març de 1992 \| \| \| \| Ruth Corset \| 9 de maig de 1977 \| Tibco-To the Top (2010) \| \| \| Dorleta Eskamendi \| 2 de gener de 1992 \| Debabarrena-Gipuzkoa (2011) \| \| \| Andrea Fraile \| 2 de gener de 1993 \| \| \| \| Leticia Galán \| 23 de novembre de 1990 \| \| \| \| Joanne Hogan \| 9 de juny de 1982 \| \| \| \| Rocío Loureda (1 de gen–31 de març) \| 25 de juliol de 1991 \| \| \| \| Bianca Martín \| 19 de desembre de 1992 \| \| \| \| Amaia Martioda \| 12 de desembre de 1990 \| \| \| \| Paola Muñoz Grandón \| 13 de abril de 1986 \| \| \| \| Catalina Rayó \| 18 de agost de 1990 \| \| \| \| Gloria Rodríguez Sánchez \| 6 de març de 1992 \| \| \| \| Anna Sanchis Chafer \| 18 de octubre de 1987 \| Safi-Pasta Zara-Titanedi (2009) \| \| \| Ane Santesteban González \| 12 de desembre de 1990 \| Debabarrena-Gipuzkoa (2011) \| \| \| Davina Summers (15 de juny–31 de des) \| 3 de juny de 1979 \| \| \| \| Laura Vilanova \| 22 de octubre de 1992 \| \| \| \| Dorleta Zorrilla \| 25 de maig de 1989 \| \| \| \| \| \| \| \| \| Font: UCI \| \| \| \| |                        |                                 |  |
| Llista de l'equip 2012 |                        |                                 |  |
| Ciclista | Data de naixement      | Equip previ                     |  |
| Cristina Alcalde | 3 de març de 1980      |                                 |  |
| Lilibeth Chacón García | 1 de març de 1992      |                                 |  |
| Ruth Corset | 9 de maig de 1977      | Tibco-To the Top (2010)         |  |
| Dorleta Eskamendi | 2 de gener de 1992     | Debabarrena-Gipuzkoa (2011)     |  |
| Andrea Fraile | 2 de gener de 1993     |                                 |  |
| Leticia Galán | 23 de novembre de 1990 |                                 |  |
| Joanne Hogan | 9 de juny de 1982      |                                 |  |
| Rocío Loureda (1 de gen–31 de març) | 25 de juliol de 1991   |                                 |  |
| Bianca Martín | 19 de desembre de 1992 |                                 |  |
| Amaia Martioda | 12 de desembre de 1990 |                                 |  |
| Paola Muñoz Grandón | 13 de abril de 1986    |                                 |  |
| Catalina Rayó | 18 de agost de 1990    |                                 |  |
| Gloria Rodríguez Sánchez | 6 de març de 1992      |                                 |  |
| Anna Sanchis Chafer | 18 de octubre de 1987  | Safi-Pasta Zara-Titanedi (2009) |  |
| Ane Santesteban González | 12 de desembre de 1990 | Debabarrena-Gipuzkoa (2011)     |  |
| Davina Summers (15 de juny–31 de des) | 3 de juny de 1979      |                                 |  |
| Laura Vilanova | 22 de octubre de 1992  |                                 |  |
| Dorleta Zorrilla | 25 de maig de 1989     |                                 |  |
| |                        |                                 |  |
| Font: UCI |                        |                                 |  |

| \| Llista de l'equip 2013 \| Llista de l'equip 2013 \| Llista de l'equip 2013 \| Llista de l'equip 2013 \| \| Ciclista \| Data de naixement \| Equip previ \| \| \| -------------------------------------- \| ---------------------- \| ------------------------------- \| ---------------------- \| \| Cristina Alcalde \| 3 de març de 1980 \| \| \| \| Polona Batagelj (17 de juny–31 de des) \| 7 de juny de 1989 \| Diadora-Pasta Zara (2012) \| \| \| Lilibeth Chacón García \| 1 de març de 1992 \| \| \| \| Ruth Corset (24 de juny–31 de des) \| 9 de maig de 1977 \| Tibco-To the Top (2010) \| \| \| Dorleta Eskamendi \| 2 de gener de 1992 \| Debabarrena-Gipuzkoa (2011) \| \| \| Joanne Hogan (1 de gen–1 de jul) \| 9 de juny de 1982 \| \| \| \| Elena Lloret \| 16 de octubre de 1994 \| \| \| \| Amaia Martioda \| 12 de desembre de 1990 \| \| \| \| Mayalen Noriega \| 19 de febrer de 1982 \| \| \| \| Leire Olaberría Dorronsoro (1 de des–) \| 17 de febrer de 1977 \| Debabarrena-Gipuzkoa (2012) \| \| \| Lourdes Oyarbide Jiménez \| 8 de abril de 1994 \| \| \| \| Gloria Rodríguez Sánchez \| 6 de març de 1992 \| \| \| \| Irene San Sebastián \| 21 de febrer de 1990 \| Debabarrena-Gipuzkoa (2012) \| \| \| Anna Sanchis Chafer \| 18 de octubre de 1987 \| Safi-Pasta Zara-Titanedi (2009) \| \| \| Ane Santesteban González \| 12 de desembre de 1990 \| Debabarrena-Gipuzkoa (2011) \| \| \| \| \| \| \| \| Font: UCI \| \| \| \| |                        |                                 |  |
| Llista de l'equip 2013 |                        |                                 |  |
| Ciclista | Data de naixement      | Equip previ                     |  |
| Cristina Alcalde | 3 de març de 1980      |                                 |  |
| Polona Batagelj (17 de juny–31 de des) | 7 de juny de 1989      | Diadora-Pasta Zara (2012)       |  |
| Lilibeth Chacón García | 1 de març de 1992      |                                 |  |
| Ruth Corset (24 de juny–31 de des) | 9 de maig de 1977      | Tibco-To the Top (2010)         |  |
| Dorleta Eskamendi | 2 de gener de 1992     | Debabarrena-Gipuzkoa (2011)     |  |
| Joanne Hogan (1 de gen–1 de jul) | 9 de juny de 1982      |                                 |  |
| Elena Lloret | 16 de octubre de 1994  |                                 |  |
| Amaia Martioda | 12 de desembre de 1990 |                                 |  |
| Mayalen Noriega | 19 de febrer de 1982   |                                 |  |
| Leire Olaberría Dorronsoro (1 de des–) | 17 de febrer de 1977   | Debabarrena-Gipuzkoa (2012)     |  |
| Lourdes Oyarbide Jiménez | 8 de abril de 1994     |                                 |  |
| Gloria Rodríguez Sánchez | 6 de març de 1992      |                                 |  |
| Irene San Sebastián | 21 de febrer de 1990   | Debabarrena-Gipuzkoa (2012)     |  |
| Anna Sanchis Chafer | 18 de octubre de 1987  | Safi-Pasta Zara-Titanedi (2009) |  |
| Ane Santesteban González | 12 de desembre de 1990 | Debabarrena-Gipuzkoa (2011)     |  |
| |                        |                                 |  |
| Font: UCI |                        |                                 |  |

| \| Llista de l'equip 2014 \| Llista de l'equip 2014 \| Llista de l'equip 2014 \| Llista de l'equip 2014 \| \| Ciclista \| Data de naixement \| Equip previ \| \| \| -------------------------------------- \| ---------------------- \| ------------------------------- \| ---------------------- \| \| Dorleta Eskamendi \| 2 de gener de 1992 \| Debabarrena-Gipuzkoa (2011) \| \| \| Clemilda Fernandes (1 de gen–4 de nov) \| 25 de juny de 1979 \| Chirio Forno d'Asolo (2013) \| \| \| Márcia Fernandes (1 de gen–4 de nov) \| 29 de maig de 1991 \| ACS Chirio-Forno d'Asolo (2010) \| \| \| Iúlia Ilinikh \| 6 de octubre de 1985 \| Lointek (2013) \| \| \| Veronika Kormos \| 17 de agost de 1992 \| Sengers (2013) \| \| \| Lierni Lekuona Etxebeste \| 8 de abril de 1995 \| \| \| \| Amaia Martioda \| 12 de desembre de 1990 \| \| \| \| Mayalen Noriega \| 19 de febrer de 1982 \| \| \| \| Leire Olaberría Dorronsoro \| 17 de febrer de 1977 \| Debabarrena-Gipuzkoa (2012) \| \| \| Lourdes Oyarbide Jiménez \| 8 de abril de 1994 \| \| \| \| Anna Ramírez Bauxell \| 14 de març de 1981 \| Aliverti-Bianchi-Kookai (2004) \| \| \| Irene San Sebastián \| 21 de febrer de 1990 \| Debabarrena-Gipuzkoa (2012) \| \| \| Ana Sanabria Sánchez \| 2 de maig de 1990 \| \| \| \| Ainara Sanz \| 15 de gener de 1995 \| \| \| \| Samara Sheppard (1 de jul–31 de des) \| 25 de juny de 1990 \| \| \| \| Minami Uwano \| 18 de maig de 1991 \| \| \| \| \| \| \| \| \| Font: UCI \| \| \| \| |                        |                                 |  |
| Llista de l'equip 2014 |                        |                                 |  |
| Ciclista | Data de naixement      | Equip previ                     |  |
| Dorleta Eskamendi | 2 de gener de 1992     | Debabarrena-Gipuzkoa (2011)     |  |
| Clemilda Fernandes (1 de gen–4 de nov) | 25 de juny de 1979     | Chirio Forno d'Asolo (2013)     |  |
| Márcia Fernandes (1 de gen–4 de nov) | 29 de maig de 1991     | ACS Chirio-Forno d'Asolo (2010) |  |
| Iúlia Ilinikh | 6 de octubre de 1985   | Lointek (2013)                  |  |
| Veronika Kormos | 17 de agost de 1992    | Sengers (2013)                  |  |
| Lierni Lekuona Etxebeste | 8 de abril de 1995     |                                 |  |
| Amaia Martioda | 12 de desembre de 1990 |                                 |  |
| Mayalen Noriega | 19 de febrer de 1982   |                                 |  |
| Leire Olaberría Dorronsoro | 17 de febrer de 1977   | Debabarrena-Gipuzkoa (2012)     |  |
| Lourdes Oyarbide Jiménez | 8 de abril de 1994     |                                 |  |
| Anna Ramírez Bauxell | 14 de març de 1981     | Aliverti-Bianchi-Kookai (2004)  |  |
| Irene San Sebastián | 21 de febrer de 1990   | Debabarrena-Gipuzkoa (2012)     |  |
| Ana Sanabria Sánchez | 2 de maig de 1990      |                                 |  |
| Ainara Sanz | 15 de gener de 1995    |                                 |  |
| Samara Sheppard (1 de jul–31 de des) | 25 de juny de 1990     |                                 |  |
| Minami Uwano | 18 de maig de 1991     |                                 |  |
| |                        |                                 |  |
| Font: UCI |                        |                                 |  |

| \| Llista de l'equip 2015 \| Llista de l'equip 2015 \| Llista de l'equip 2015 \| Llista de l'equip 2015 \| \| Ciclista \| Data de naixement \| Equip previ \| \| \| --------------------------------------------------------- \| ---------------------- \| ------------------------------ \| ---------------------- \| \| Svetlana Belevantseva (8 de abr–8 de set) \| 19 de març de 1993 \| \| \| \| Coral Casado \| 27 de març de 1996 \| \| \| \| Olga Dobrynina (1 de abr–31 de des) \| 16 de gener de 1992 \| \| \| \| Ainara Elbusto (9 de set–31 de des) \| 10 de setembre de 1992 \| \| \| \| Elisabet Escursell Valero \| 30 de octubre de 1996 \| \| \| \| Dorleta Eskamendi \| 2 de gener de 1992 \| Debabarrena-Gipuzkoa (2011) \| \| \| Margarita Victoria García Cañellas (12 de març–31 de des) \| 2 de gener de 1984 \| \| \| \| Iúlia Ilinikh \| 6 de octubre de 1985 \| Lointek (2013) \| \| \| Maria Kantsyber (1 de abr–31 de des) \| 21 de març de 1996 \| \| \| \| Lierni Lekuona Etxebeste \| 8 de abril de 1995 \| \| \| \| Paula Lanz (29 de maig–31 de des) \| 9 de octubre de 1996 \| \| \| \| Mayalen Noriega (1 de gen–9 de ago) \| 19 de febrer de 1982 \| \| \| \| Leire Olaberría Dorronsoro \| 17 de febrer de 1977 \| Debabarrena-Gipuzkoa (2012) \| \| \| Lourdes Oyarbide Jiménez \| 8 de abril de 1994 \| \| \| \| Anna Ramírez Bauxell \| 14 de març de 1981 \| Aliverti-Bianchi-Kookai (2004) \| \| \| Ainara Sanz \| 15 de gener de 1995 \| \| \| \| Samara Sheppard (1 de gen–1 de oct) \| 25 de juny de 1990 \| \| \| \| Ielena Utróbina (1 de juny–31 de des) \| 1 de gener de 1985 \| Lointek (2013) \| \| \| Ziortza Villa (1 de març–31 de des) \| 15 de juny de 1983 \| \| \| \| Anna Zavershinskaya (1 de abr–31 de des) \| 14 de setembre de 1993 \| \| \| \| \| \| \| \| \| Font: UCI \| \| \| \| |                        |                                |  |
| Llista de l'equip 2015 |                        |                                |  |
| Ciclista | Data de naixement      | Equip previ                    |  |
| Svetlana Belevantseva (8 de abr–8 de set) | 19 de març de 1993     |                                |  |
| Coral Casado | 27 de març de 1996     |                                |  |
| Olga Dobrynina (1 de abr–31 de des) | 16 de gener de 1992    |                                |  |
| Ainara Elbusto (9 de set–31 de des) | 10 de setembre de 1992 |                                |  |
| Elisabet Escursell Valero | 30 de octubre de 1996  |                                |  |
| Dorleta Eskamendi | 2 de gener de 1992     | Debabarrena-Gipuzkoa (2011)    |  |
| Margarita Victoria García Cañellas (12 de març–31 de des) | 2 de gener de 1984     |                                |  |
| Iúlia Ilinikh | 6 de octubre de 1985   | Lointek (2013)                 |  |
| Maria Kantsyber (1 de abr–31 de des) | 21 de març de 1996     |                                |  |
| Lierni Lekuona Etxebeste | 8 de abril de 1995     |                                |  |
| Paula Lanz (29 de maig–31 de des) | 9 de octubre de 1996   |                                |  |
| Mayalen Noriega (1 de gen–9 de ago) | 19 de febrer de 1982   |                                |  |
| Leire Olaberría Dorronsoro | 17 de febrer de 1977   | Debabarrena-Gipuzkoa (2012)    |  |
| Lourdes Oyarbide Jiménez | 8 de abril de 1994     |                                |  |
| Anna Ramírez Bauxell | 14 de març de 1981     | Aliverti-Bianchi-Kookai (2004) |  |
| Ainara Sanz | 15 de gener de 1995    |                                |  |
| Samara Sheppard (1 de gen–1 de oct) | 25 de juny de 1990     |                                |  |
| Ielena Utróbina (1 de juny–31 de des) | 1 de gener de 1985     | Lointek (2013)                 |  |
| Ziortza Villa (1 de març–31 de des) | 15 de juny de 1983     |                                |  |
| Anna Zavershinskaya (1 de abr–31 de des) | 14 de setembre de 1993 |                                |  |
| |                        |                                |  |
| Font: UCI |                        |                                |  |

| \| Llista de l'equip 2016 \| Llista de l'equip 2016 \| Llista de l'equip 2016 \| Llista de l'equip 2016 \| \| Ciclista \| Data de naixement \| Equip previ \| \| \| --------------------------------------- \| ---------------------- \| --------------------------------- \| ---------------------- \| \| Lauren Arnouts \| 9 de novembre de 1994 \| \| \| \| Coral Casado \| 27 de març de 1996 \| \| \| \| Heidi Dalton \| 21 de març de 1995 \| Lotto Belisol Ladies (2014) \| \| \| Elisabet Escursell Valero \| 30 de octubre de 1996 \| \| \| \| Margarita Victoria García Cañellas \| 2 de gener de 1984 \| \| \| \| Roos Hoogeboom \| 16 de agost de 1982 \| Jan van Arckel (2015) \| \| \| Irati Idirin \| 13 de maig de 1994 \| \| \| \| Paula Lanz \| 9 de octubre de 1996 \| \| \| \| Kimberley Le Court (1 de gen–27 de oct) \| 23 de març de 1996 \| Matrix Fitness Pro Cycling (2015) \| \| \| Lierni Lekuona Etxebeste \| 8 de abril de 1995 \| \| \| \| Naia Leonet Irureta \| 20 de desembre de 1997 \| \| \| \| Margarita López Llull \| 3 de desembre de 1997 \| \| \| \| Lise Olivier \| 30 de maig de 1983 \| Futurumshop.nl-Polaris (2013) \| \| \| Lourdes Oyarbide Jiménez \| 8 de abril de 1994 \| \| \| \| Olga Shekel \| 28 de maig de 1994 \| Chirio Forno d'Asolo (2013) \| \| \| Gleydimar Tapia \| 27 de febrer de 1992 \| \| \| \| \| \| \| \| \| Font: UCI \| \| \| \|Nota: Lauren Arnouts Nota: Coral Casado |                        |                                   |  |
| Llista de l'equip 2016 |                        |                                   |  |
| Ciclista | Data de naixement      | Equip previ                       |  |
| Lauren Arnouts | 9 de novembre de 1994  |                                   |  |
| Coral Casado | 27 de març de 1996     |                                   |  |
| Heidi Dalton | 21 de març de 1995     | Lotto Belisol Ladies (2014)       |  |
| Elisabet Escursell Valero | 30 de octubre de 1996  |                                   |  |
| Margarita Victoria García Cañellas | 2 de gener de 1984     |                                   |  |
| Roos Hoogeboom | 16 de agost de 1982    | Jan van Arckel (2015)             |  |
| Irati Idirin | 13 de maig de 1994     |                                   |  |
| Paula Lanz | 9 de octubre de 1996   |                                   |  |
| Kimberley Le Court (1 de gen–27 de oct) | 23 de març de 1996     | Matrix Fitness Pro Cycling (2015) |  |
| Lierni Lekuona Etxebeste | 8 de abril de 1995     |                                   |  |
| Naia Leonet Irureta | 20 de desembre de 1997 |                                   |  |
| Margarita López Llull | 3 de desembre de 1997  |                                   |  |
| Lise Olivier | 30 de maig de 1983     | Futurumshop.nl-Polaris (2013)     |  |
| Lourdes Oyarbide Jiménez | 8 de abril de 1994     |                                   |  |
| Olga Shekel | 28 de maig de 1994     | Chirio Forno d'Asolo (2013)       |  |
| Gleydimar Tapia | 27 de febrer de 1992   |                                   |  |
| |                        |                                   |  |
| Font: UCI |                        |                                   |  |

| Error de Lua a Mòdul:Cycling_race a la línia 3751: attempt to concatenate local 'b' (a nil value). |

| \| Llista de l'equip 2018 \| Llista de l'equip 2018 \| Llista de l'equip 2018 \| Llista de l'equip 2018 \| \| Ciclista \| Data de naixement \| Equip previ \| \| \| --------------------------------------------- \| ---------------------- \| ------------------------- \| ---------------------- \| \| Sandra Alonso Domínguez \| 19 de agost de 1998 \| \| \| \| Alice Maria Arzuffi \| 19 de novembre de 1994 \| Lensworld-Kuota (2017) \| \| \| Danielle Christmas \| 21 de desembre de 1987 \| \| \| \| Henrietta Colborne \| 20 de abril de 1998 \| \| \| \| Ainara Elbusto (21 de ago–31 de des) \| 10 de setembre de 1992 \| \| \| \| Miriam Gardachal \| 11 de juny de 1998 \| \| \| \| Lucía González Blanco \| 9 de juliol de 1990 \| Lointek (2017) \| \| \| Aroa Gorostiza \| 7 de maig de 1999 \| \| \| \| Irati Idirin \| 13 de maig de 1994 \| \| \| \| Ane Iriarte Lasa \| 4 de abril de 1995 \| \| \| \| Lierni Lekuona Etxebeste \| 8 de abril de 1995 \| \| \| \| Enara López Gallastegi (15 de juny–31 de des) \| 3 de juliol de 1997 \| \| \| \| Cristina Martínez Bonafé \| 2 de gener de 1996 \| Lointek (2017) \| \| \| Yessica Pérez \| 20 de juliol de 1992 \| \| \| \| Anna Zita Maria Stricker \| 3 de juliol de 1994 \| BTC City Ljubljana (2017) \| \| \| \| \| \| \| \| Font: UCI \| \| \| \| |                        |                           |  |
| Llista de l'equip 2018 |                        |                           |  |
| Ciclista | Data de naixement      | Equip previ               |  |
| Sandra Alonso Domínguez | 19 de agost de 1998    |                           |  |
| Alice Maria Arzuffi | 19 de novembre de 1994 | Lensworld-Kuota (2017)    |  |
| Danielle Christmas | 21 de desembre de 1987 |                           |  |
| Henrietta Colborne | 20 de abril de 1998    |                           |  |
| Ainara Elbusto (21 de ago–31 de des) | 10 de setembre de 1992 |                           |  |
| Miriam Gardachal | 11 de juny de 1998     |                           |  |
| Lucía González Blanco | 9 de juliol de 1990    | Lointek (2017)            |  |
| Aroa Gorostiza | 7 de maig de 1999      |                           |  |
| Irati Idirin | 13 de maig de 1994     |                           |  |
| Ane Iriarte Lasa | 4 de abril de 1995     |                           |  |
| Lierni Lekuona Etxebeste | 8 de abril de 1995     |                           |  |
| Enara López Gallastegi (15 de juny–31 de des) | 3 de juliol de 1997    |                           |  |
| Cristina Martínez Bonafé | 2 de gener de 1996     | Lointek (2017)            |  |
| Yessica Pérez | 20 de juliol de 1992   |                           |  |
| Anna Zita Maria Stricker | 3 de juliol de 1994    | BTC City Ljubljana (2017) |  |
| |                        |                           |  |
| Font: UCI |                        |                           |  |

| \| Llista de l'equip 2019 \| Llista de l'equip 2019 \| Llista de l'equip 2019 \| Llista de l'equip 2019 \| \| Ciclista \| Data de naixement \| Equip previ \| \| \| ------------------------ \| ---------------------- \| ---------------------------------- \| ---------------------- \| \| Sandra Alonso Domínguez \| 19 de agost de 1998 \| \| \| \| Nicole D'agostin \| 1 de febrer de 1999 \| Eurotarget-Bianchi-Vitasana (2018) \| \| \| Ainara Elbusto \| 10 de setembre de 1992 \| \| \| \| Ariana Gilabert \| 12 de abril de 2000 \| \| \| \| Lucía González Blanco \| 9 de juliol de 1990 \| Lointek (2017) \| \| \| Aroa Gorostiza \| 7 de maig de 1999 \| \| \| \| Natalie Grinczer \| 15 de novembre de 1993 \| WNT-Rotor Pro Cycling (2018) \| \| \| Luisa Ibarrola \| 13 de març de 2000 \| \| \| \| Irene Loizate \| 17 de maig de 1995 \| \| \| \| Enara López Gallastegi \| 3 de juliol de 1997 \| Sopela Women's Team (2018) \| \| \| Isabel Martin \| 1 de maig de 1999 \| \| \| \| Cristina Martínez Bonafé \| 2 de gener de 1996 \| Lointek (2017) \| \| \| Doris Schweizer \| 28 de agost de 1989 \| Virtu Cycling Women (2018) \| \| \| Miho Yoshikawa \| 15 de gener de 1993 \| Bizkaia-Durango (2019) \| \| \| \| \| \| \| \| Font: ProCyclingStats \| \| \| \|Nota: Sandra Alonso Domínguez |                        |                                    |  |
| Llista de l'equip 2019 |                        |                                    |  |
| Ciclista | Data de naixement      | Equip previ                        |  |
| Sandra Alonso Domínguez | 19 de agost de 1998    |                                    |  |
| Nicole D'agostin | 1 de febrer de 1999    | Eurotarget-Bianchi-Vitasana (2018) |  |
| Ainara Elbusto | 10 de setembre de 1992 |                                    |  |
| Ariana Gilabert | 12 de abril de 2000    |                                    |  |
| Lucía González Blanco | 9 de juliol de 1990    | Lointek (2017)                     |  |
| Aroa Gorostiza | 7 de maig de 1999      |                                    |  |
| Natalie Grinczer | 15 de novembre de 1993 | WNT-Rotor Pro Cycling (2018)       |  |
| Luisa Ibarrola | 13 de març de 2000     |                                    |  |
| Irene Loizate | 17 de maig de 1995     |                                    |  |
| Enara López Gallastegi | 3 de juliol de 1997    | Sopela Women's Team (2018)         |  |
| Isabel Martin | 1 de maig de 1999      |                                    |  |
| Cristina Martínez Bonafé | 2 de gener de 1996     | Lointek (2017)                     |  |
| Doris Schweizer | 28 de agost de 1989    | Virtu Cycling Women (2018)         |  |
| Miho Yoshikawa | 15 de gener de 1993    | Bizkaia-Durango (2019)             |  |
| |                        |                                    |  |
| Font: ProCyclingStats |                        |                                    |  |

| \| Llista de l'equip 2020 \| Llista de l'equip 2020 \| Llista de l'equip 2020 \| Llista de l'equip 2020 \| \| Ciclista \| Data de naixement \| Equip previ \| \| \| ------------------------- \| ---------------------- \| ------------------------------------------------ \| ---------------------- \| \| Alice Maria Arzuffi \| 19 de novembre de 1994 \| Bizkaia-Durango (2020) \| \| \| Yurani Blanco Calbet \| 3 de febrer de 1998 \| Sopela Women's Team (2019) \| \| \| Lauren Dolan \| 19 de setembre de 1999 \| Team Rytger powered by Cykeltøj-Online.dk (2019) \| \| \| Ariana Gilabert \| 12 de abril de 2000 \| \| \| \| Lucía González Blanco \| 9 de juliol de 1990 \| Lointek (2017) \| \| \| Aroa Gorostiza \| 7 de maig de 1999 \| \| \| \| Elizabeth Holden \| 12 de setembre de 1997 \| Drops (2019) \| \| \| Amaia Lartitegi Ormazabal \| 12 de març de 2001 \| \| \| \| Irene Loizate \| 17 de maig de 1995 \| \| \| \| Amy Monkhouse \| 6 de maig de 2001 \| \| \| \| Carla Oberholzer \| 14 de gener de 1987 \| \| \| \| Irati Puigdefabregas \| 24 de setembre de 2001 \| \| \| \| Paula Sanmartin \| 16 de maig de 1997 \| Eneicue (2019) \| \| \| \| \| \| \| \| Font: UCI \| \| \| \| |                        |                                                  |  |
| Llista de l'equip 2020 |                        |                                                  |  |
| Ciclista | Data de naixement      | Equip previ                                      |  |
| Alice Maria Arzuffi | 19 de novembre de 1994 | Bizkaia-Durango (2020)                           |  |
| Yurani Blanco Calbet | 3 de febrer de 1998    | Sopela Women's Team (2019)                       |  |
| Lauren Dolan | 19 de setembre de 1999 | Team Rytger powered by Cykeltøj-Online.dk (2019) |  |
| Ariana Gilabert | 12 de abril de 2000    |                                                  |  |
| Lucía González Blanco | 9 de juliol de 1990    | Lointek (2017)                                   |  |
| Aroa Gorostiza | 7 de maig de 1999      |                                                  |  |
| Elizabeth Holden | 12 de setembre de 1997 | Drops (2019)                                     |  |
| Amaia Lartitegi Ormazabal | 12 de març de 2001     |                                                  |  |
| Irene Loizate | 17 de maig de 1995     |                                                  |  |
| Amy Monkhouse | 6 de maig de 2001      |                                                  |  |
| Carla Oberholzer | 14 de gener de 1987    |                                                  |  |
| Irati Puigdefabregas | 24 de setembre de 2001 |                                                  |  |
| Paula Sanmartin | 16 de maig de 1997     | Eneicue (2019)                                   |  |
| |                        |                                                  |  |
| Font: UCI |                        |                                                  |  |

| \| Llista de l'equip 2021 \| Llista de l'equip 2021 \| Llista de l'equip 2021 \| Llista de l'equip 2021 \| \| Ciclista \| Data de naixement \| Equip previ \| \| \| ------------------------- \| ---------------------- \| -------------------------- \| ---------------------- \| \| Sandra Alonso Domínguez \| 19 de agost de 1998 \| Cronos-Casa Dorada (2020) \| \| \| Yurani Blanco Calbet \| 3 de febrer de 1998 \| Sopela Women's Team (2019) \| \| \| Mercedes Carmona Ramos \| 30 de març de 1983 \| \| \| \| Emilie Fortin \| 21 de maig de 1999 \| Macogep Tornatech (2020) \| \| \| Marina Garau Roca \| 15 de setembre de 2002 \| \| \| \| Ariana Gilabert \| 12 de abril de 2000 \| \| \| \| Nadine Gill \| 19 de abril de 1991 \| \| \| \| June Herrera Alonso \| 18 de novembre de 2002 \| \| \| \| Elizabeth Holden \| 12 de setembre de 1997 \| Drops (2019) \| \| \| Lydia Iglesias \| 14 de abril de 1997 \| Cronos-Casa Dorada (2020) \| \| \| Amaia Lartitegi Ormazabal \| 12 de març de 2001 \| \| \| \| Irene Loizate \| 17 de maig de 1995 \| \| \| \| Julia Sánchez Galea \| 5 de abril de 2002 \| \| \| \| Daniela Campos \| 31 de març de 2002 \| \| \| \| \| \| \| \| \| Font: ProCyclingStats \| \| \| \| |                        |                            |  |
| Llista de l'equip 2021 |                        |                            |  |
| Ciclista | Data de naixement      | Equip previ                |  |
| Sandra Alonso Domínguez | 19 de agost de 1998    | Cronos-Casa Dorada (2020)  |  |
| Yurani Blanco Calbet | 3 de febrer de 1998    | Sopela Women's Team (2019) |  |
| Mercedes Carmona Ramos | 30 de març de 1983     |                            |  |
| Emilie Fortin | 21 de maig de 1999     | Macogep Tornatech (2020)   |  |
| Marina Garau Roca | 15 de setembre de 2002 |                            |  |
| Ariana Gilabert | 12 de abril de 2000    |                            |  |
| Nadine Gill | 19 de abril de 1991    |                            |  |
| June Herrera Alonso | 18 de novembre de 2002 |                            |  |
| Elizabeth Holden | 12 de setembre de 1997 | Drops (2019)               |  |
| Lydia Iglesias | 14 de abril de 1997    | Cronos-Casa Dorada (2020)  |  |
| Amaia Lartitegi Ormazabal | 12 de març de 2001     |                            |  |
| Irene Loizate | 17 de maig de 1995     |                            |  |
| Julia Sánchez Galea | 5 de abril de 2002     |                            |  |
| Daniela Campos | 31 de març de 2002     |                            |  |
| |                        |                            |  |
| Font: ProCyclingStats |                        |                            |  |

| \| Llista de l'equip 2022 \| Llista de l'equip 2022 \| Llista de l'equip 2022 \| Llista de l'equip 2022 \| \| Ciclista \| Data de naixement \| Equip previ \| \| \| --------------------------------------- \| ---------------------- \| -------------------------------------- \| ---------------------- \| \| Daniela Campos \| 31 de març de 2002 \| \| \| \| Marina Garau Roca (1 de gen–31 de març) \| 15 de setembre de 2002 \| \| \| \| Iris Gómez Argilés \| 21 de octubre de 1986 \| \| \| \| Lucía González Blanco \| 9 de juliol de 1990 \| Lointek (2017) \| \| \| Eukene Larrarte Arteaga \| 13 de setembre de 1998 \| Laboral Kutxa-Fundación Euskadi (2021) \| \| \| Irene Loizate \| 17 de maig de 1995 \| \| \| \| Irene Mendez Melgarejo \| 14 de maig de 1992 \| Río Miera-Cantabria Deporte (2021) \| \| \| Beatriz Pereira \| 25 de juliol de 2003 \| \| \| \| Sofia Rodriguez Revert \| 21 de octubre de 1999 \| Sopela Women's Team (2021) \| \| \| Aileen Schweikart \| 27 de març de 1996 \| \| \| \| Catalina Soto \| 8 de abril de 2001 \| NXTG Racing (2021) \| \| \| Alba Teruel Ribes \| 17 de agost de 1996 \| Movistar Team (2021) \| \| \| Carolina Upegui \| 16 de març de 1989 \| Colnago CM Team (2021) \| \| \| \| \| \| \| \| Font: UCI \| \| \| \| |                        |                                        |  |
| Llista de l'equip 2022 |                        |                                        |  |
| Ciclista | Data de naixement      | Equip previ                            |  |
| Daniela Campos | 31 de març de 2002     |                                        |  |
| Marina Garau Roca (1 de gen–31 de març) | 15 de setembre de 2002 |                                        |  |
| Iris Gómez Argilés | 21 de octubre de 1986  |                                        |  |
| Lucía González Blanco | 9 de juliol de 1990    | Lointek (2017)                         |  |
| Eukene Larrarte Arteaga | 13 de setembre de 1998 | Laboral Kutxa-Fundación Euskadi (2021) |  |
| Irene Loizate | 17 de maig de 1995     |                                        |  |
| Irene Mendez Melgarejo | 14 de maig de 1992     | Río Miera-Cantabria Deporte (2021)     |  |
| Beatriz Pereira | 25 de juliol de 2003   |                                        |  |
| Sofia Rodriguez Revert | 21 de octubre de 1999  | Sopela Women's Team (2021)             |  |
| Aileen Schweikart | 27 de març de 1996     |                                        |  |
| Catalina Soto | 8 de abril de 2001     | NXTG Racing (2021)                     |  |
| Alba Teruel Ribes | 17 de agost de 1996    | Movistar Team (2021)                   |  |
| Carolina Upegui | 16 de març de 1989     | Colnago CM Team (2021)                 |  |
| |                        |                                        |  |
| Font: UCI |                        |                                        |  |

| \| Llista de l'equip 2023 \| Llista de l'equip 2023 \| Llista de l'equip 2023 \| Llista de l'equip 2023 \| \| Ciclista \| Data de naixement \| Equip previ \| \| \| -------------------------- \| ---------------------- \| -------------------------------------- \| ---------------------- \| \| Daniela Campos \| 31 de març de 2002 \| \| \| \| Carolina Esteban Fernández \| 15 de febrer de 2001 \| Río Miera-Cantabria Deporte (2022) \| \| \| Heidi Gaugain \| 30 de novembre de 2004 \| \| \| \| Lucía González Blanco \| 9 de juliol de 1990 \| Lointek (2017) \| \| \| Sandra Gutiérrez Conde \| 6 de març de 2003 \| Laboral Kutxa-Fundación Euskadi (2022) \| \| \| Eukene Larrarte Arteaga \| 13 de setembre de 1998 \| Laboral Kutxa-Fundación Euskadi (2021) \| \| \| Irene Loizate \| 17 de maig de 1995 \| \| \| \| Ana Vitória Magalhães \| 24 de octubre de 2000 \| Soltec Team (2022) \| \| \| Irene Mendez Melgarejo \| 14 de maig de 1992 \| Río Miera-Cantabria Deporte (2021) \| \| \| Beatriz Pereira \| 25 de juliol de 2003 \| \| \| \| Andrea Ramirez Fregoso \| 25 de setembre de 1999 \| Massi Tactic (2022) \| \| \| Sofia Rodriguez Revert \| 21 de octubre de 1999 \| Sopela Women's Team (2021) \| \| \| Catalina Soto \| 8 de abril de 2001 \| NXTG Racing (2021) \| \| \| \| \| \| \| \| Font: ProCyclingStats \| \| \| \| |                        |                                        |  |
| Llista de l'equip 2023 |                        |                                        |  |
| Ciclista | Data de naixement      | Equip previ                            |  |
| Daniela Campos | 31 de març de 2002     |                                        |  |
| Carolina Esteban Fernández | 15 de febrer de 2001   | Río Miera-Cantabria Deporte (2022)     |  |
| Heidi Gaugain | 30 de novembre de 2004 |                                        |  |
| Lucía González Blanco | 9 de juliol de 1990    | Lointek (2017)                         |  |
| Sandra Gutiérrez Conde | 6 de març de 2003      | Laboral Kutxa-Fundación Euskadi (2022) |  |
| Eukene Larrarte Arteaga | 13 de setembre de 1998 | Laboral Kutxa-Fundación Euskadi (2021) |  |
| Irene Loizate | 17 de maig de 1995     |                                        |  |
| Ana Vitória Magalhães | 24 de octubre de 2000  | Soltec Team (2022)                     |  |
| Irene Mendez Melgarejo | 14 de maig de 1992     | Río Miera-Cantabria Deporte (2021)     |  |
| Beatriz Pereira | 25 de juliol de 2003   |                                        |  |
| Andrea Ramirez Fregoso | 25 de setembre de 1999 | Massi Tactic (2022)                    |  |
| Sofia Rodriguez Revert | 21 de octubre de 1999  | Sopela Women's Team (2021)             |  |
| Catalina Soto | 8 de abril de 2001     | NXTG Racing (2021)                     |  |
| |                        |                                        |  |
| Font: ProCyclingStats |                        |                                        |  |